# Färmeltal

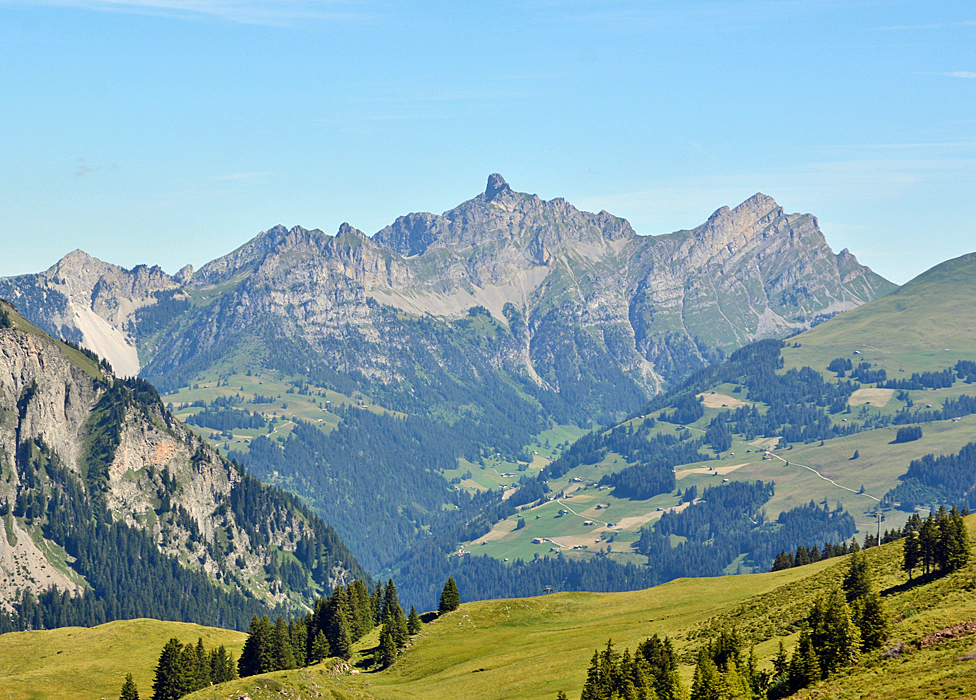
Eingang ins Färmeltal: Spillgerte links, Zuhäligen und Albristhubel rechts

Das Färmeltal, von den Einheimischen «Färmel» genannt, ist ein abgeschlossenes Seitental des Obersimmentals im Berner Oberland in der Schweiz. Das Tal wird entwässert durch den Färmelbach, der in Matten in die Simme fliesst. Die Geschichte des Tals kann über 700 Jahre zurückverfolgt werden. Das Leben der Bergbauern ist «geprägt vom Leben mit Naturgefahren».

## Lage und Geografie

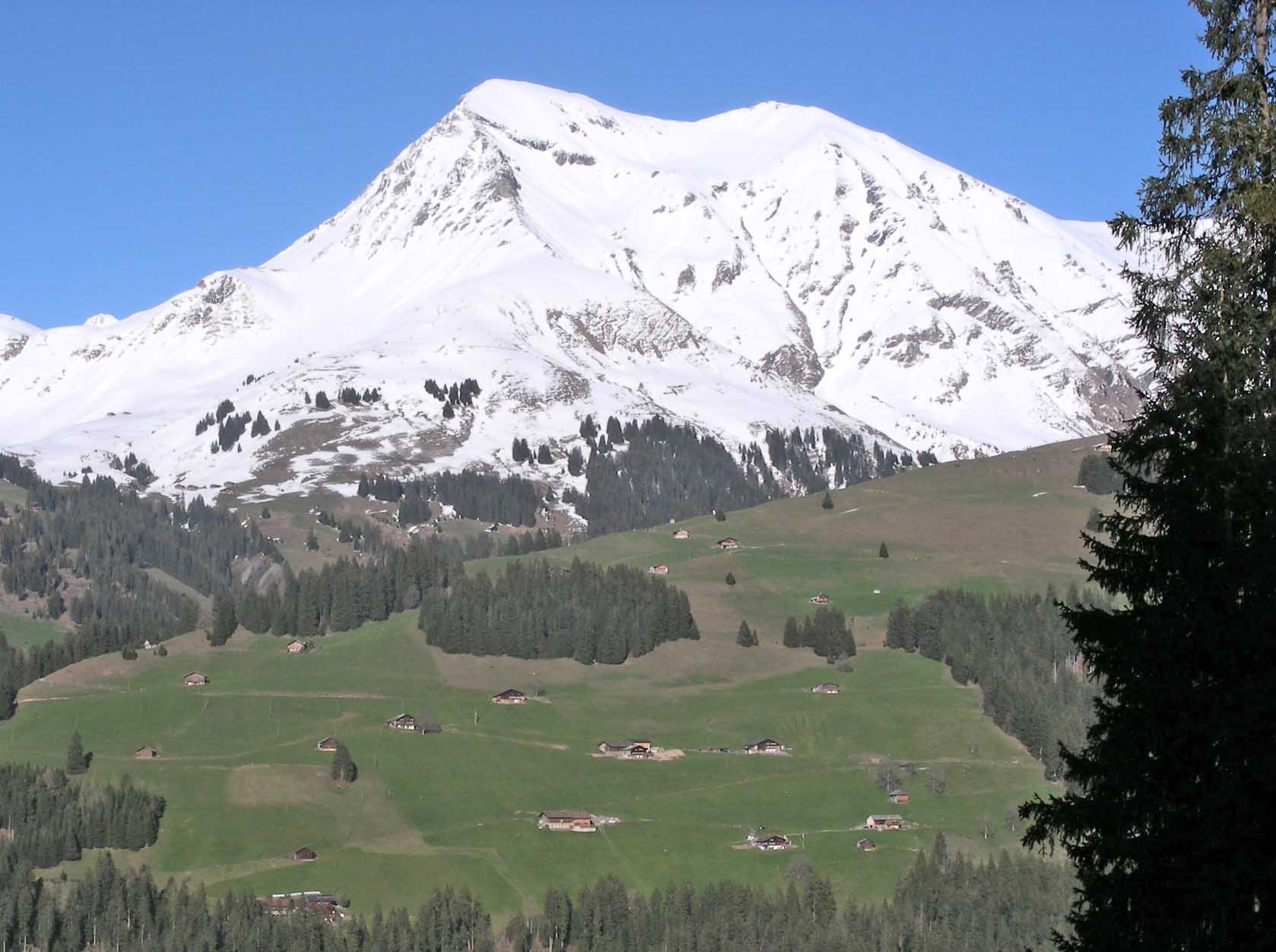
Albristhorn, unterhalb Obersteg

Um ins Färmeltal zu gelangen, reist man mit dem Zug von Bern über Spiez nach Zweisimmen, wo der Reisende in die Montreux-Berner Oberland-Bahn Richtung Lenk einsteigt. In Matten, das zur Gemeinde St. Stephan gehört, zweigen die Strasse und Wanderwege ins Färmeltal ab. Im Tal selber existiert kein öffentlicher Verkehr, aber es ist mit dem Auto oder zu Fuss erreichbar.
Das Färmeltal gehört zu den Voralpen. Der höchste Punkt auf dem Talboden, dort, wo die Strasse endet, beträgt 1651 m. ü. M. Der bekannteste Berg des Färmeltals ist das Albristhorn mit einer Gipfelhöhe von 2762 m. ü. M. Weitere Gipfel sind das Gsür mit 2708 m ü. M. und die Spillgerten mit 2476 m. ü. M. Auf der westlichen Seite gelangt man von St. Stephan auf dem alten Saumweg über den Dachboden in den Färmel und weiter über den Pass Grimmifurggi 2022 m. ü. M. ins Diemtigtal.
Das Tal verläuft sichelförmig und ist ungefähr 9 km lang. Der Talgrund verläuft zu Beginn nordöstlich und endet in südöstlicher Richtung am Fuss des Färmelbergs. Der Charakter des Tals entspricht einem Trogtal, geologisch gehört es zum Penninikum. Neben Kalkbergen wie die Spillgerten besteht das Tal aus verschiedenen Typen von Flysch. Es ist der geologische Aufbau, der „die mannigfaltige Gestaltung“ des Gebiets hervorgebracht hat.

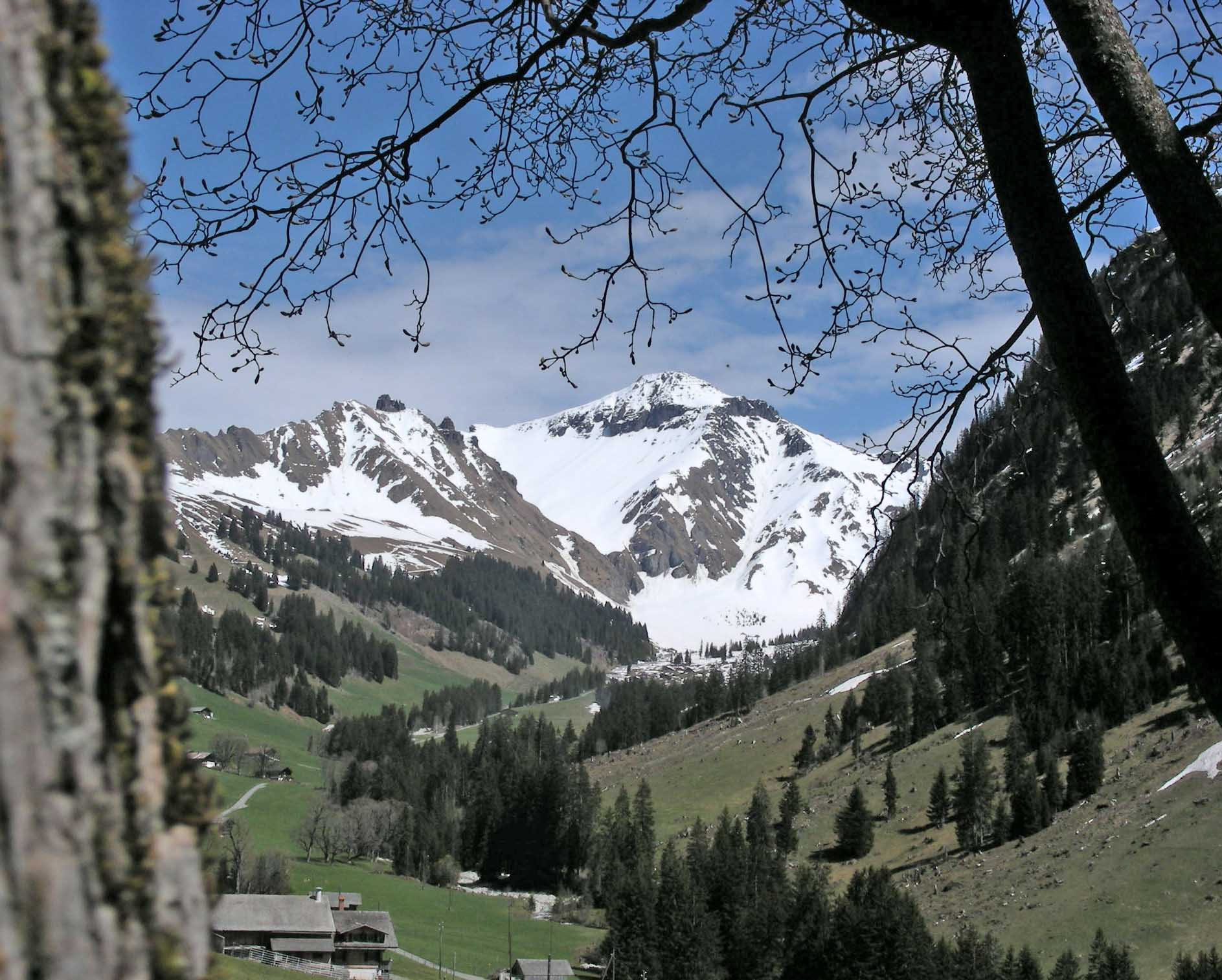
Gsür

Mit seinen grossen Höhenunterschieden deckt das Tal sowohl die subalpine als auch alpine Vegetationsstufe ab. Die Waldgrenze liegt bei ungefähr 1800 m. ü. M. Der Wald hat in erster Linie die Funktion eines Schutzwalds gegen Lawinen, Erdrutsche und Steinschlag. Der grösste Anteil nehmen Nadelbäume wie die Fichte und Tanne ein, ein kleiner Prozentsatz macht der Bergahorn aus.
In einer Landschaftsanalyse des Kanton Berns ist zum Färmeltal folgendes zu lesen:

„Die Kulturlandschaft besteht aus einem grossen Anteil relativ steilen Waldes und einem vielfältigen Mosaik aus Wald, (bachbegleitenden) Gehölzen, Wiesen, Weiden und Streusiedlungen in den flacheren Partien. In den höheren Lagen wird Vieh gesömmert. Charakteristisch sind jahreszeitlich genutzte Anlagen und Nutzbauten (Ställe, Zäune, Brunnen), welche die traditionellen Beziehungen zwischen Bauten, Landschaft und Nutzung erkennenlassen.
Ökologisch besonders wertvoll sind die Trockenstandorte und Feuchtgebiete, welche verbreitet im ganzen Gebiet vorkommen. Unterhalb des Gipfels des Albristhore liegt die Moorlandschaft Albrist von besonderer Schönheit und von nationaler Bedeutung.“

Die Moorlandschaft auf dem Albrist ist im Bundesinventar der Moorlandschaften mit der Objektnummer 339 aufgenommen und umfasst 333 ha. Die geschützte Landschaft wird nicht als Weide, sondern als Bergwiese genutzt. Gewisse Parzellen werden nur alle zwei Jahre geschnitten, andere besonders nasse Flächen noch seltener. Die trockenen Hügeln zwischen den Mooren werden häufiger gemäht, so dass „sich ein mosaikartiges Muster unterschiedlicher Pflanzengesellschaften und Nutzungsstadien ergibt.“

## Etymologie
Bis in die heutige Zeit kann man der ans hochdeutsche gelehnten Bezeichnung Fermel begegnen, wie zum Beispiel auf Wegweisern im Simmental oder auf älteren Landkarten. Entsprechend dem heutigen Zeitgeist, der den regionalen Eigenheiten wieder mehr Gewicht gibt, ist der Name Färmel vermehrt anzutreffen. So ist auf den heutigen Karten der Fluss und die Talbezeichnung durchgehend mit Färmel bez. Färmeltal eingetragen.
Historisch sind die Namen „Vermil“ und „Fermill“ überliefert. Für deren Herkunft kursieren verschiedene Deutungen. Das lateinische Wort „ferrum“ für Eisen würde auf den roten Stein mit Eisengehalt hinweisen, der im Färmel zu finden ist. In eine andere Richtung weisen Ortsnamen mit ähnlich klingenden Namen in Österreich und in der übrigen Schweiz, die allesamt von Walsern besiedelt worden sind. Eindeutig geklärt ist die Herkunft des Namens bis heute nicht.
Von besonderem Interesse sind die historischen und aktuellen Flurnamen des Tals. Sie weisen auf Eigennamen von Besitzern und landschaftlichen Besonderheiten hin, die über Generationen hinweg weiter gegeben wurden. „Bibertsche“ deutet auf einen durchfliessenden Bach, „Brand“ auf eine Rodung im Wald, „Bruch“ auf Sumpfland, „Blütti“ auf nackten, kahlen Boden. „Stalde“, ein weit verbreiteter Flurname, steht für einen steilen Weg, den man noch vor sich hat, oder auch „Stigelsgueot“, der eine Steigung anzeigt. Namen wie „Sparisboden“, „Tannersbode“ oder „Gassebrunner“ weisen auf Besitzer hin, die vor langer Zeit gelebt haben, oder sie zeigen auf den jetzigen Bewirtschafter wie im Fall von Gobelis oder Zahlers Weid.

## Geschichte
Das Simmental ist seit der prähistorischen Zeit besiedelt worden, aber „eine dichtere Besiedlung“, die bis St. Stephan gereicht hat, „hat wahrscheinlich erst in der alemannischen Zeit eingesetzt“. Die älteste Erwähnung des Färmeltals stammt aus einer Urkunde des Klosters Sels aus dem Jahr 1275. Weitere Urkunden aus den Jahren 1329 und 1352 behandeln Verkäufe von Heuwiesen im Vermil. Darüber hinaus liegt die Geschichte des Färmels bis ins 16. Jh. mehr oder weniger im Dunkeln.
Im Jahr 1391 kauften die Berner vom Freiherr Rudolf von Aarburg die Herrschaft Simmenegg, das heutige Obersimmental, um sie zu den bereits eroberten Gebieten im Tal der Simme einzuverleiben. Mit dem Herrschaftswechsel erhielten die Bäuerten neben der ursprünglichen wirtschaftlichen Nutzungsfunktion auch Verwaltungsfunktionen. Dies spiegelt sich in den jüngeren Urbarien, die bäuertweise aufgenommen sind. „Spätestens im 16. Jahrhundert entstehen zudem neue Nutzungskorporationen, die Berggenossenschaften.“ Sie sind das Resultat der viehwirtschaftlichen Nutzung, die sich im ganzen Simmental durchgesetzt hat. Die Überlieferungen der Bäuerten und Alpkorporationen aus dem Färmeltal bestätigen deren Erscheinen aus dieser Zeitspanne.
Paul Köchli schreibt 1947 in seiner Untersuchung über die obere Grenze der Dauersiedlungen im Simmental:

„Die zeitweise bewohnten Siedlungen stehen in den Weidegebieten und werden im Sommer aufgesucht. Die Weidegebiete stellen eine Erweiterung des nutzbaren Bodens dar und ermöglichen damit in den Alpentälern oft die Entstehung von zahlreichen Dauersiedlungen.“

Diese Entwicklung von zu Beginn saisonalen Aufenthalten zu Dauersiedlungen hat auch im Färmeltal stattgefunden. So ist im Verzeichnis des Kastellans Rudolf Ougspurgers vom 7. April 1677 eine neue Bäuert im Färmel erwähnt:

„Sie besteht aus etlichen Hüsern, so aber fast nur den Sommer bewohnt werden, ist aber kein Dörfli.“

Heute gibt es im Färmel 14 Landwirtschaftsbetriebe und die Bevölkerungszahl beträgt circa 76 Personen, davon 16 Kinder.

## Wirtschaft

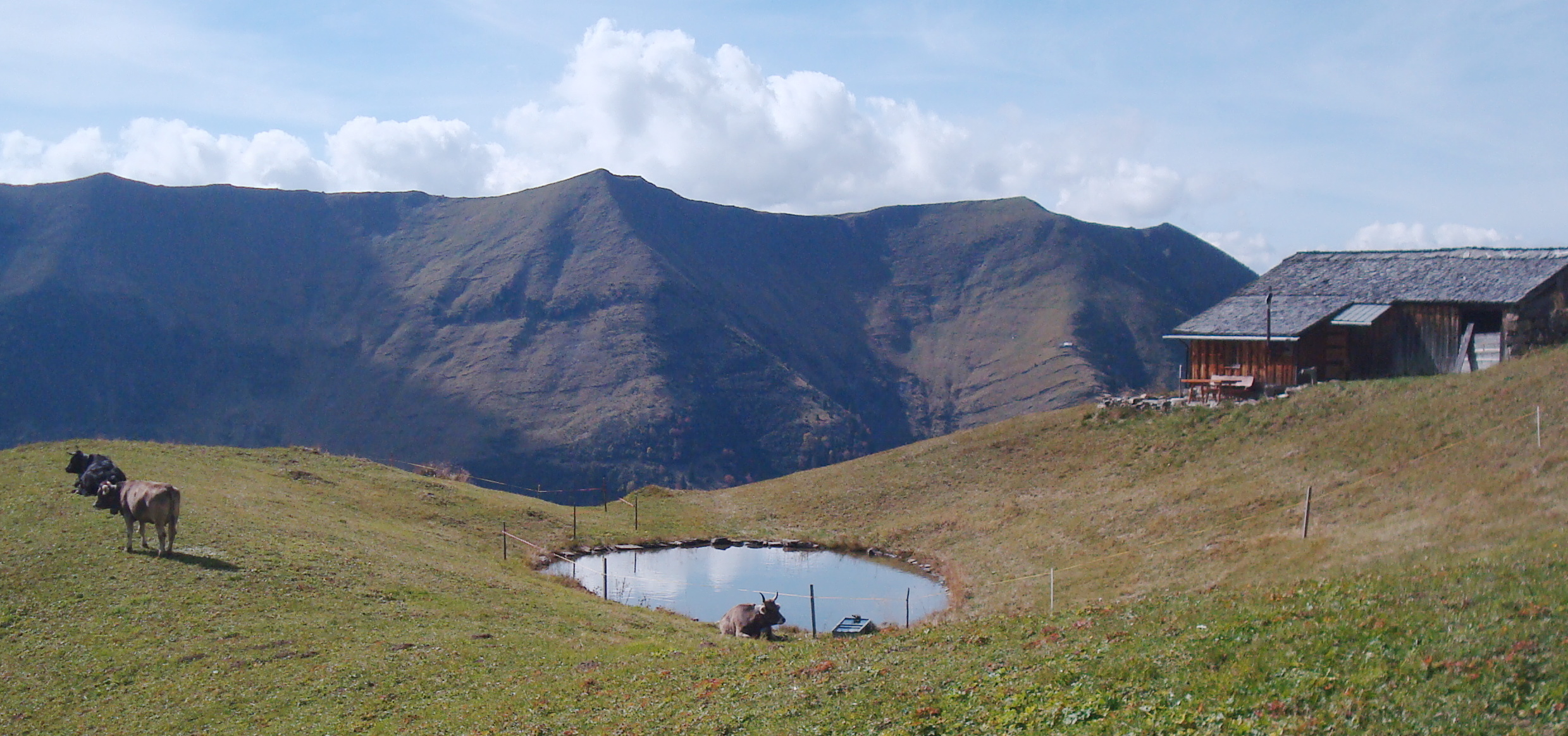
Färmeltal: Blick auf Albristhubel Richtung Süden

Die zahlenmässig kleine Bevölkerung des Färmeltals lebt von der Viehwirtschaft. Als Nebenerwerb dienen die Waldbewirtschaftung und der Tourismus. Die Viehzüchter des Tals haben sich schon im Jahre 1911 in einer Viehzuchtgenossenschaft zusammengeschlossen. Die Alpweiden werden, mit einer Ausnahme, genossenschaftlich betrieben.
2017 gab es 14 Landwirtschaftsbetriebe auf dem eigentlichen Talboden, die zusammen die Bäuert Färmel bilden.
Die angrenzenden Regionen sind ebenfalls genossenschaftlich organisiert. Die Bäuert Obersteg–Zuhäligen liegt im Osten des Tals auf der Höhe. Der Färmelberg am hinteren Talende wird über eine Alpkorporation bewirtschaftet.
Im Albristgebiet oberhalb des Tals existiert auf dem Ober-Albrist ein einzelner Alpbetrieb und drei Alpbetriebe betreiben zusammen den Unteren Albrist.

### Bäuert
Die Bäuert im Färmeltal ist eine Bürgerkorporation und enthält Überreste der alemannischen Marktgenossenschaft. Sie besitzt rings um das Dorf die Wälder und oftmals auch die Vorweiden. Oberstes Organ ist die Bäuertversammlung, di Püürtsgmìì. Die Mitglieder haben ein Recht auf Brenn- und Bauholz. Zu den Pflichten gehören der Unterhalt der Wege, Brücken und Pürttagwärch. Im melodischen Simmentaler–Dialekt tönt eine Beschreibung der Bäuert folgendermassen:

„Di Püürträchti lìgen uf de Wohnhüsere ù hiisse destwäge och Füürstatträcht. Der Besitzer cha ds Rächt nùtze, wen er i sir Ligeschaft wohnt ù Stüreni zahlt. Es Püürtsrächt z erwärbe ohni Huus ù Land ischt net mûglich. Di Püürtsgmìì cha säge, ob si es nüuws Wohnhus wollt uufnee oder net. Mis Huus püürtet, äs ischt Püürsträcht druffe. I ha ûûss Huus ûûser Tächter verscheecht, si cha ds Pürträcht net gniesse, will si nù net hie wohnt. Früejer hii di Pürti d Schuelhüser bbuwe ù ùnderhalte ùn o ds Brennholz gliferet. Groess Wäägstreckeni samt Brüggene ù mengischt o mit Schweli hii di Püürti ùf irù Gebiet erstellt ù der Unterhalt gmacht. Di mììschte Uufgabi hìì due fûûr ù fûûr di Gmììndi ùbernoe.“

### Bäuert Färmel

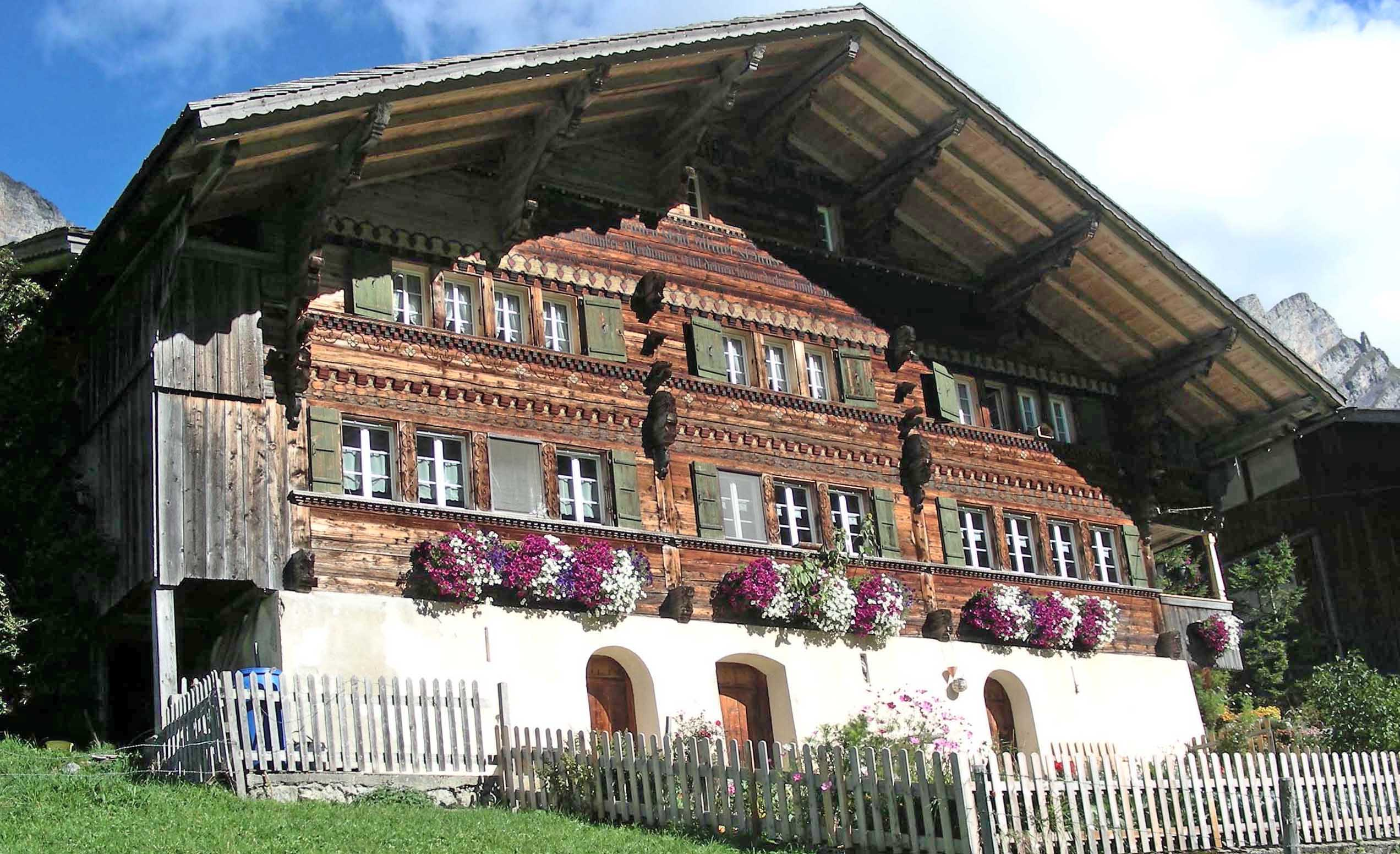
Die Zimmermannskunst wurde im Tal über Jahrhunderte gepflegt. Haus in der Birchlauene

Der Färmel ist eine von sieben Bäuerten, die zur heutigen Gemeinde St. Stephan zusammengeschlossen sind. Die Alpgenossenschaft ist seit 1615 überliefert. Aus den Urbarien wird ersichtlich, dass das Tal früher vor allem im Sommer bewohnt war und die Besiedelung aus ein paar wenigen Häusern bestand.
Das Seybuch der Bäuert, das dem heutigen Grundbuch entspricht und in dem die Rechte am Allgemeinbesitz von Wald und Weide festgelegt sind, wurde bei einem Blitzeinschlag in das Haus von Hans Rieder im Zil am 21. August 1754 vollständig vernichtet, was einer mittleren Katastrophe gleichkam. Seit 1754 sind die Rechte der Grundeigentümer und die Satzungen der Bäuert im neuen Seybuch aufgeführt, bis sie dann später in das Grundbuch übernommen worden sind.

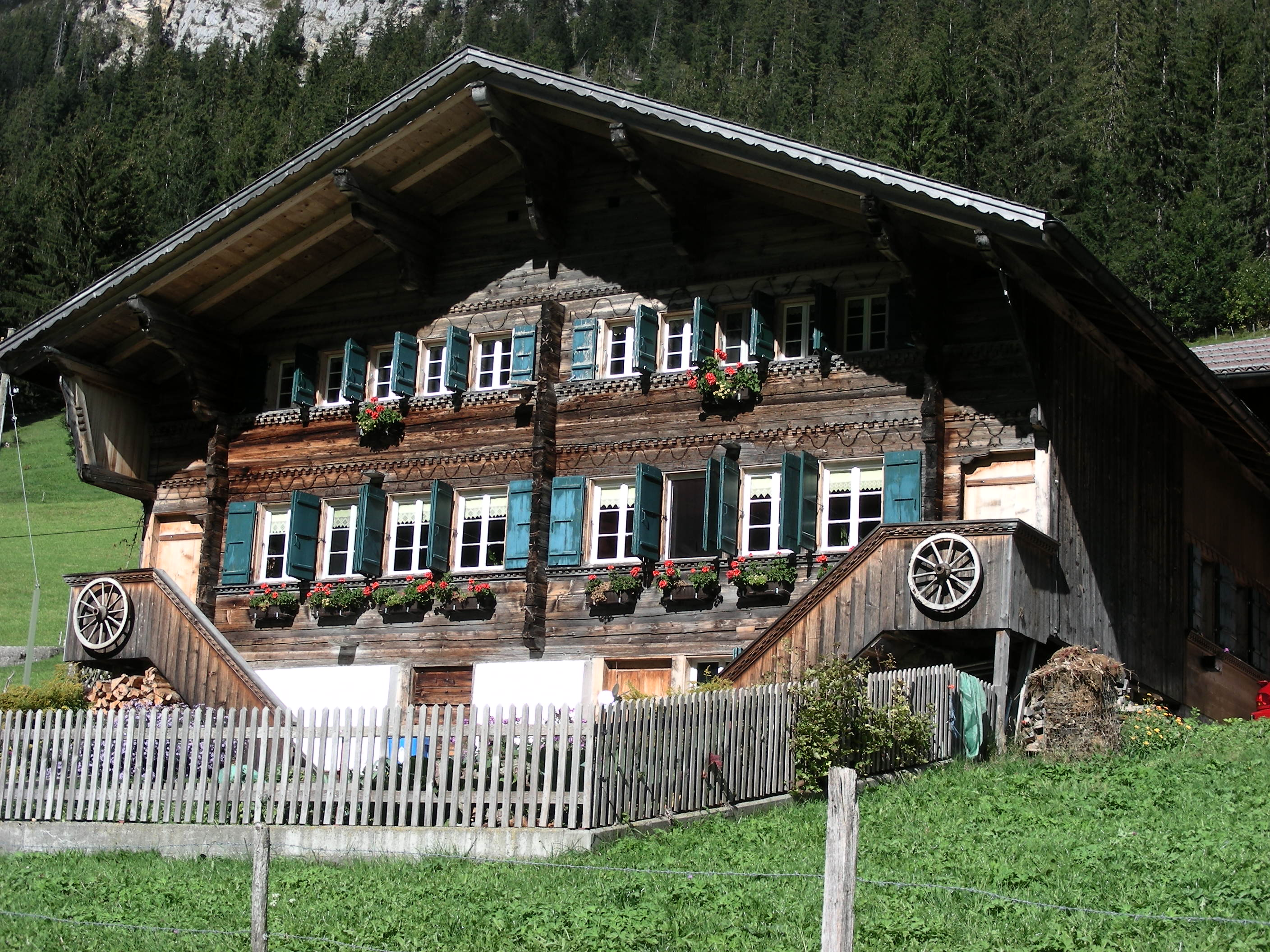
Haus auf dem Stalden

Im Seybuch wurden die Rechte am Allgemeingut mit der damaligen Masseinheit Jucharten (36 Aren) festgelegt. Dabei wurde früher unterschieden, ob das Land gedüngt oder ungedüngt (Riedmaad) war. Je mehr Land ein Bauer im Tal besass, desto grösser war sein Anteil am Allgemeingut in den Vorweiden Allmi und Bibertschen. Diese einmalige Regelung besteht bis auf den heutigen Tag. Die Flächen der Heimwesen im Tal werden proportional umgerechnet auf die Weiderechte. Die Verteilung der Rechte kann nur durch Kauf oder Verkauf von Landfläche im Tal geändert werden.
Die Nutzung des Brennholzes wird ebenfalls von der Bäuert geregelt. Alle Grundeigentümer des Färmels, die über eine Feuerstatt verfügen und tatsächlich im Tal wohnen, haben ein Anrecht auf Brennholz (Feuerstattrecht). Jede Liegenschaft im Bäuertbereich hat das Recht, alle 2 Jahre pro 3 Jucharten Landfläche 1 m³ Bauholz zu beziehen. Zu den Pflichten gehörten Verantwortlichkeiten wie im Bedarfsfall das Randen (Bäuertsteuer), die Instandhaltung der Wege oder das Räumen von Verschüttungen.
In den Protokollen der Bäuert ist zum Beispiel zu lesen:

„3. 2. 1952 Die Bäuertgemeinde Matten fragt an, ob sie ihre Ziegen im Sommer wiederum in die Witi weiden dürften. Dem Gesuch wird nicht entsprochen, weil gegenwärtig keine Milchnot besteht und in Matten keine armen Leute vorhanden sind wie früher.“

oder an anderer Stelle:

„26. 9. 1956 Verkauf der Bäuertquellen im Bibertschen an d. Brunnengenossenschaft Grodey. Einstimmig wird beschlossen, Wasser an genannte Genossenschaft zu verkaufen; in zweiter Abstimmung wird spezialisiert, dass sich der Verkauf auf die Kindbettere und Blachtibrunnen beschränken solle mit dem ausdrücklichen Vorbehalt, dass der Bäuertgemeinde jederzeit das nötige Quellwasser verbleiben soll, spez. für den Fall, dass durch Naturkatastrophen wie Erdbeben die Quellen auf der Sonnseite versiegen sollten.“

Ein weiterer Auszug vom 5. Mai 1964 behandelt das Gesuch an den Gemeinderat St. Stephan für die Gründung einer Weggenossenschaft, wie es das Gesetz vorschreibe.
Die Bäuert Färmel ist bis in die heutige Zeit eine gewichtige Instanz des Färmeltals und hat einen garantierten Sitz im Gemeinderat von St. Stephan.

### Alpkorporation Färmelberg

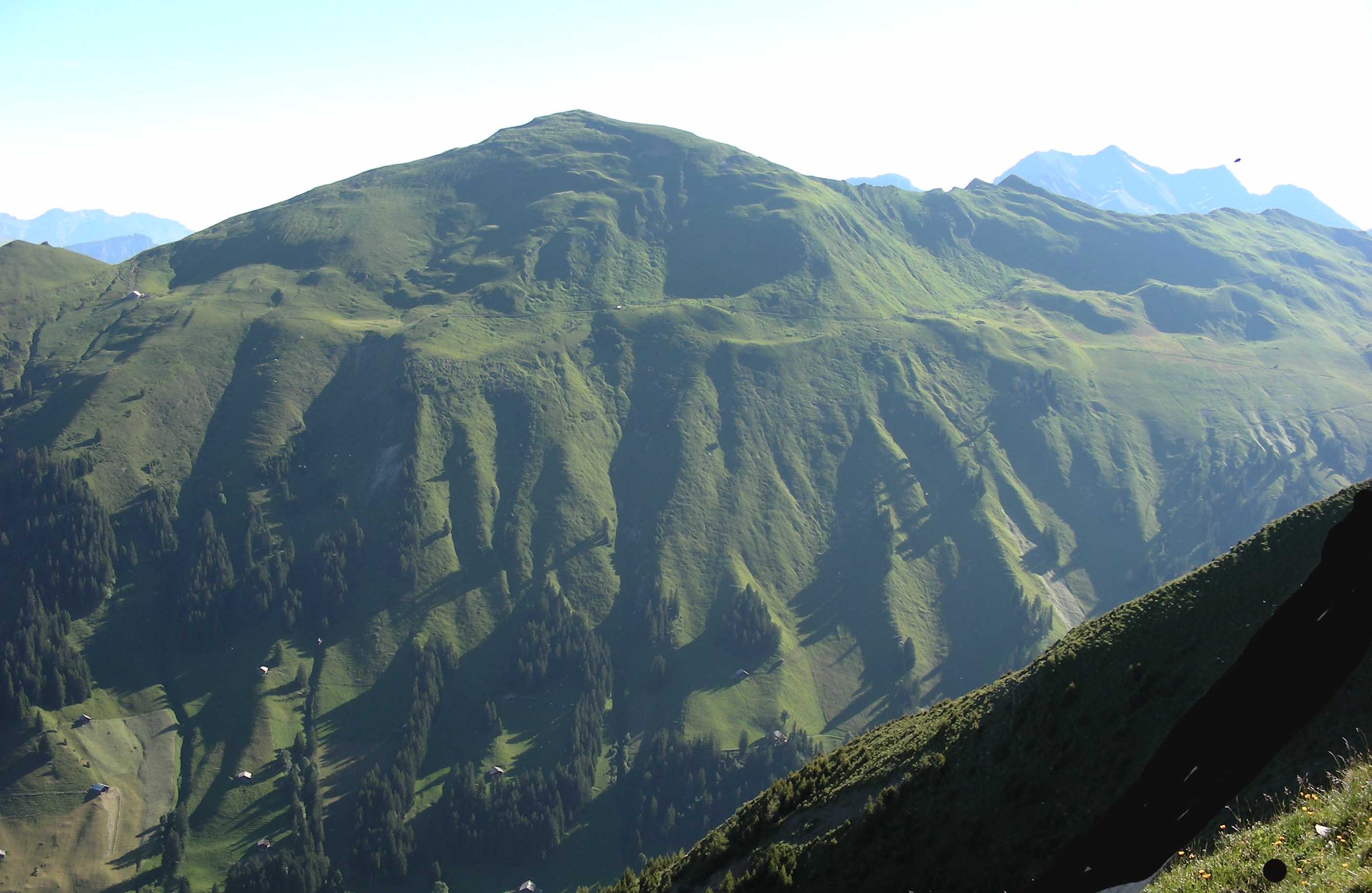
Das grosse Wildheugebiet der Fermelmäder stellt wegen seiner Steilheit hohe Anforderungen an die Bewirtschafter.

Die Alp liegt am Ende des Färmeltals auf einer Höhe zwischen 1500 und 2200 m. ü. M. und wird von 45 Genossenschaftern getragen. Sie umfasst 340 ha Weideland, 20 ha Waldweide, 40 ha Wildheu und ist eine der grösseren Alpen der Gemeinde St. Stephan. Auf dem Gebiet stehen 22 Gebäude, 11 davon dienen der Alpwirtschaft und sind in Privatbesitz. Die Alpgenossenschaft hat eine Wasserversorgung und verfügt über eigene Quellen. Der älteste Hinweis auf die Alpkorporation stammt aus dem Jahr 1346.
Im Berner Oberland wird die Grösse einer Alp in der Agrarpolitik nicht über das Flächenmass festgelegt, sondern man rechnet mit dem zu erwartenden Ertrag. Der Ertrag sind die Anzahl Tiere, die man auf dem Gebiet in einem Zeitraum weiden lassen kann, Stoss genannt. Die Alpkorporation Färmelberg weist folgende Ertragszahlen aus:
| Ort          | Anzahl Stösse | Zeitraum                                        |
| ------------ | ------------- | ----------------------------------------------- |
| Vordere Bärg | 200           | 28 Tage (Mitte Juni bis Mitte Juli)             |
| Hindere Bärg | 200           | 49 Tagen (Mitte Juli bis Anfang September)      |
| Vordere Bärg | 200           | 14 Tagen (Anfang September bis Mitte September) |
| Total        | 600           | 91 Tage                                         |

Ein Normalstoss ist die Bezeichnung der Anzahl Stösse durch die Zahl 100, mal die Anzahl Tage. Der Färmelberg hat 182 Normalstösse. Im Vergleich dazu hat der Bluttlig 49, der Ober-Albrist 70, und der Unter-Albrist 97 Normalstösse.
Der Bauer selbst rechnet mit der Bezeichnung Rindersweid (RW). Die Alp Färmelberg ist mit 207 ½ RW gewertet, der traditionelle Ausdruck dafür ist geseyet. Die Alprechte sind nicht an den Besitz im Tal gekoppelt und können unter den heutigen Besitzern gehandelt oder verpachtet werden.

### Privatalp Bluttlig

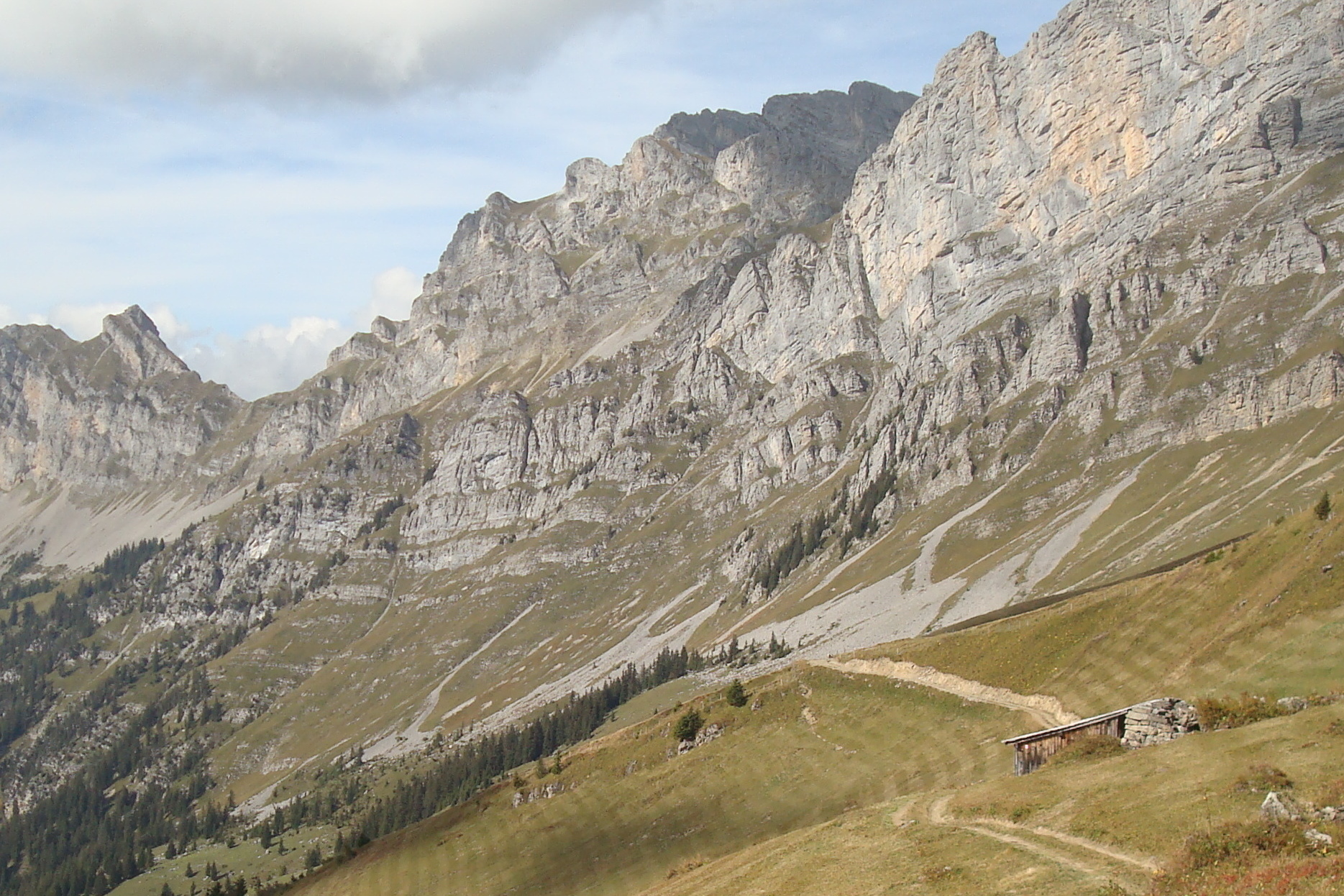
Blick auf die Spillgerten via Bluttlig

Die weitgehend baumlose Alp mit 80 ha Weideland, 4 ha Waldweide und 6 ha Wildheu gehört einer einzelnen Familie im Färmel und hat damit eine ungewöhnlich grosse Fläche für eine Privatalp. Sie liegt zwischen 1700 und 2320 m. ü. M. Die Quellwasserversorgung wird von der Grimmialp im Diemtigtal sicher gestellt. Die Energieversorgung findet über Benzinmotoren und Solarpanel statt.
Seit der Mitte des 19. Jh. sind die Besitzer der Alp dokumentiert, die im Sommer von ihnen bewirtschaftet wird. Aus den Jahren 1948–1957 existiert ein Tagebuch der Besitzerin, die täglich die Ereignisse auf der Alp aufgeschrieben hat und ein Zeugnis für den Bergalltag aus dieser Zeit hinterlassen hat.

„Samstag, den 14. August 1948. Ein ganz böser Tag wars für uns Bergler. Schnee bis ins Tal hinab. Spät stunden wir auf, damit die Tiere länger ruhen können.“

„Sonntag, den 15. August 1948. […] Ich schäme mich ganz vor den lieben Kühen, als wir sie molken und ihnen nichts zu fressen geben konnten. Von 22 Kühen hatten wir gerade 36 Liter Milch, also gerade für das Jungvieh. Den Schweinen kochte ich Suppe. Alles ist wie verhext: Heu haben wir fast keines mehr, und das noch ganz schlechtes, Milch war knapp und wird jetzt noch knapper werden, Stiere an der Zahl wie lange nie mehr, Wetter so schlecht, dass wir nicht einmal Heu machen können.“

„Montag, den 6. September 1948. Anfangs Sommer hatte ich Kummer, wir kommen sehr in Not und jetzt da wir fort wollen, ist es noch so schön. Wir brachten 116 Stück Grossvieh hier herauf und konnten gottlob alle wieder gesund zurückgeben.“

### Bäuert Obersteg–Zuhäligen

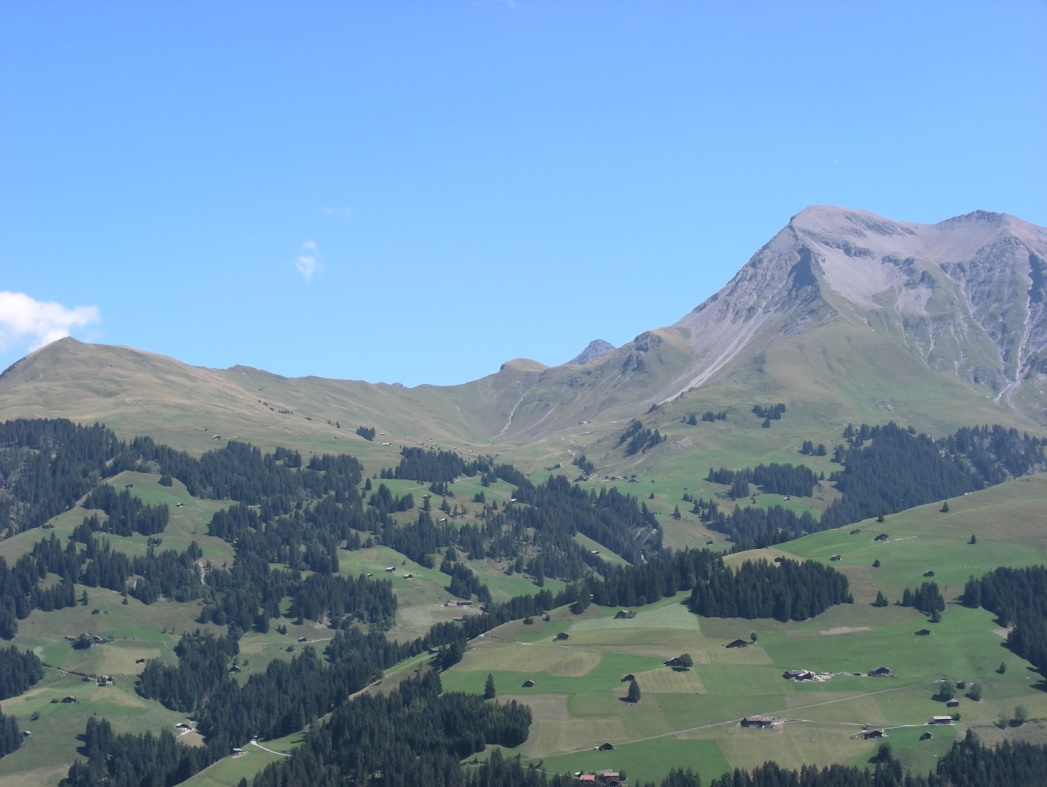
Gesamtsicht Obersteg, Zuhäligen und Albrist mit Albristhorn

Die Bäuert besteht aus den Teilen Obersteg, Lauene, Zuhäligen und Eggen mit Fermelboden und Töneloch. Die Bäuert ist aus den Verzeichnissen des Seybuchs seit 1705 überliefert. Auf ihrem Gebiet soll der Legende nach der Namensgeber der Gemeinde St. Stephan als Einsiedler gelebt haben.
1992 hat die Bäuert ihren garantierten Sitz im Gemeinderat St. Stephan verloren, da die Zahl der ganzjährigen Bewohner gesunken ist. Es gibt nur noch drei Landwirtschaftsbetriebe und die Zahl der Bewohner ist auf 24 gesunken. Die Zahl der Feuerstattbesitzer betrug im Jahre 2017 noch 21.
Von Zuhäligen stammt der Tüftler und Erfinder Johann Wilhelm Freidig (1861–1941), der perfekte Fünfliber goss, später Barometer fabrizierte und die Zinngiesserdynastie Freidig an der Matten begründete.

### Alpkorporation Unterer-Albrist

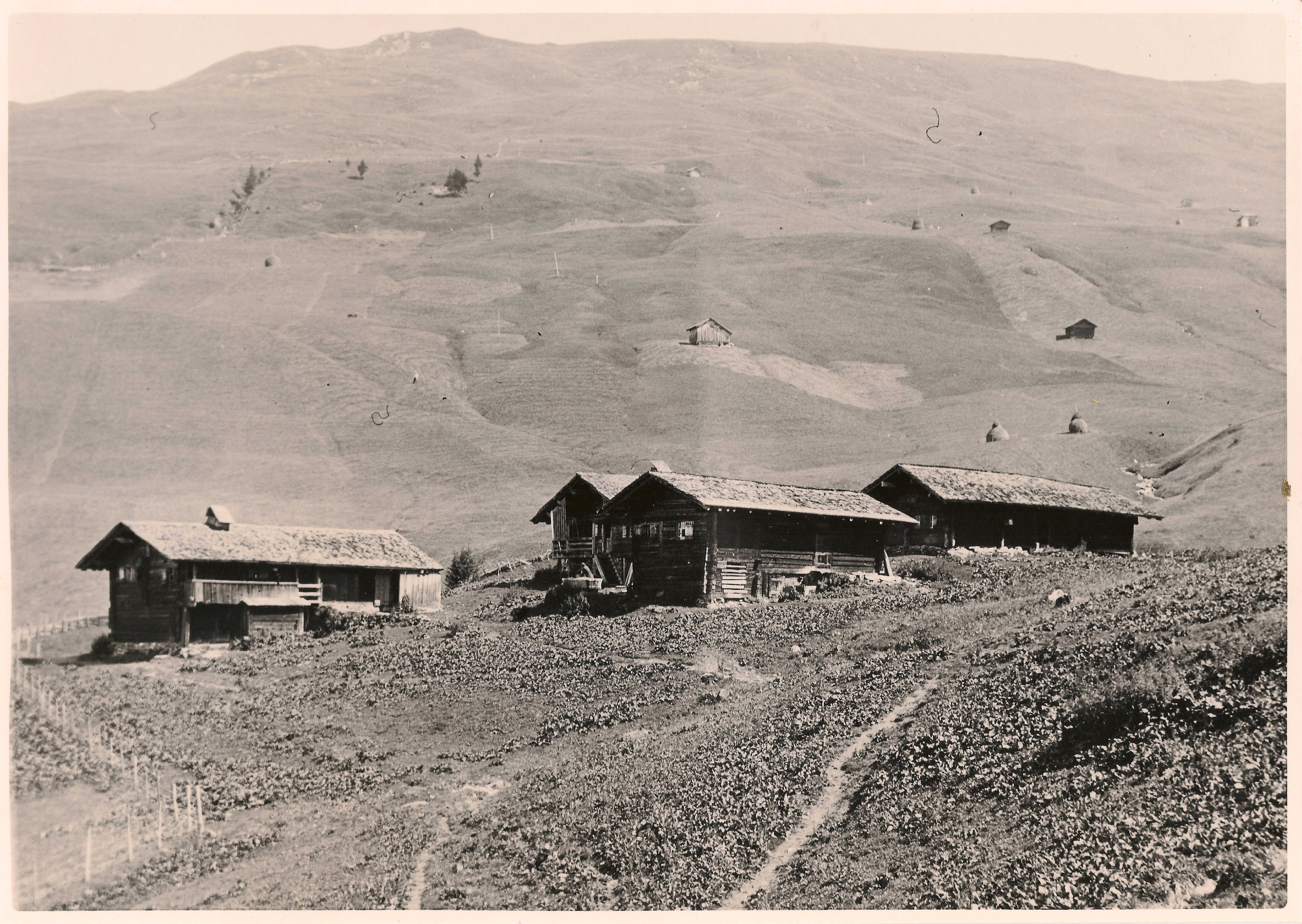
Vorderer Albrist Walliser Hütten

Die Genossenschaft hat 26 Mitglieder und liegt auf einer Höhe zwischen 1700 und 2300 m. ü. M. Die Alp hat 158 ha Weideland, 4 ha Waldweide, 17 ha Wildheu und 6 ha Streueland (gedörrte Vegetation von Feuchtgebieten als Lager für Vieh). Im sogenannten Unterstafel, das heisst am vorderen Albrist, stehen am Bach eine Gruppe Häuser im „Walliserstil“, die Hinweise auf eine mögliche Walser Siedlung in der Vergangenheit geben.

### Alpkorporation Oberer-Albrist

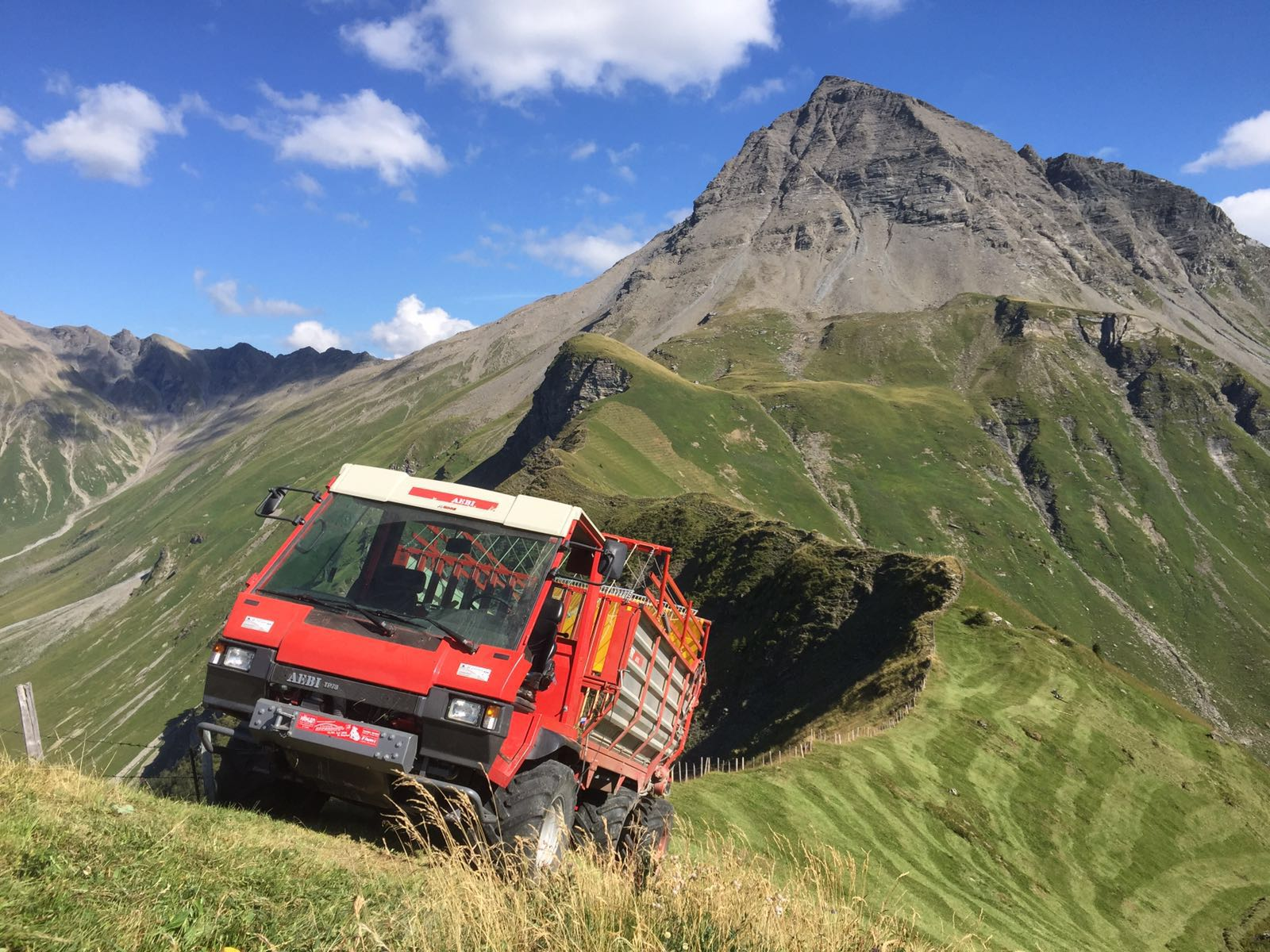
Modernes Wildheuen auf dem Albristgrat

Mit 17 Mitgliedern gehört die Genossenschaft zu den kleinen Vereinigungen. Wie alle andern Alpgenossenschaften wird sie von einem Bergvogt geleitet, der heute als Präsident bezeichnet wird. Während seiner Amtszeit ist er der Aufseher über die Alp und organisiert die gemeinsamen zu leistenden Arbeiten. Die Amtszeit des Bergvogts beträgt je nach Alpgenossenschaft 4 bis 6 Jahre. Er vertritt die Genossenschaft nach aussen und übt seine Funktion ganzjährig aus. Der aktuelle (2019) Bergvogt des Oberen Albrist ist eine Frau, wohl die erste in dieser Funktion.
Die Alp liegt auf einer Höhe zwischen 1660 und 2130 m. ü. M. und hat 82 ha Weideland und 1 ha Streueland. Die Alp wird über steuerbare Wassergräben bewässert.

#### Wildheuen am Albrist

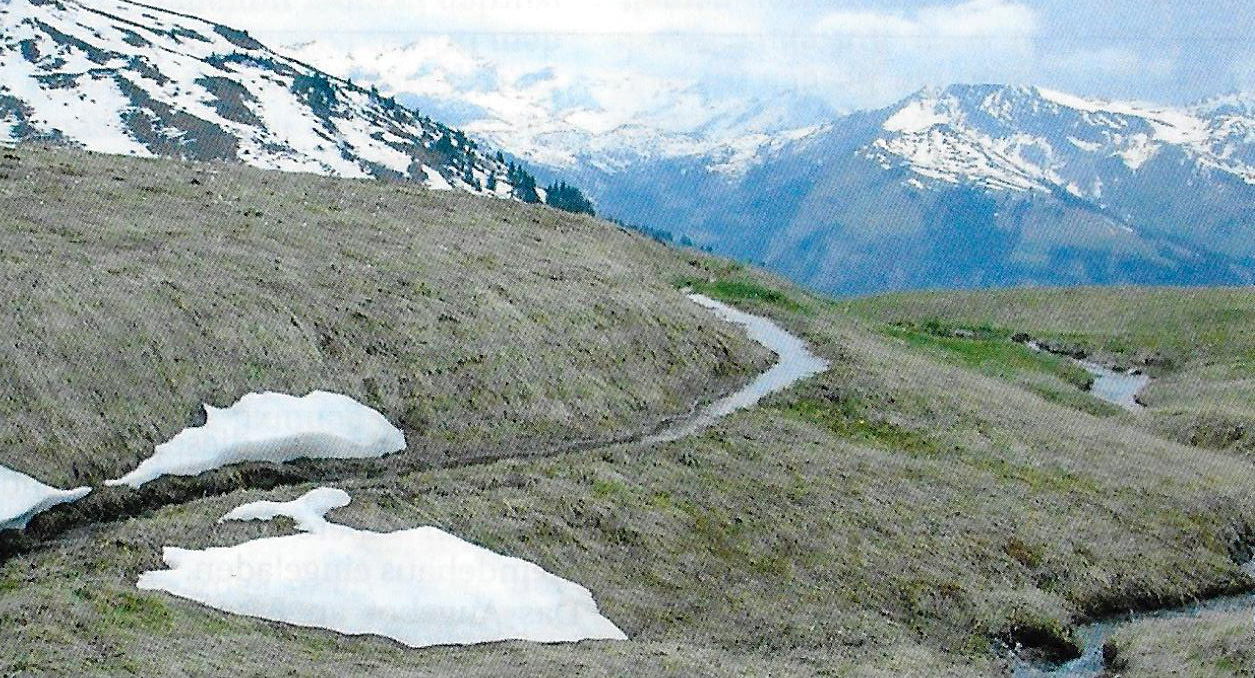
Bewässerung nach Walliserart

Die Albristmäder sind das grosse Wildheugebiet in der weiten Mulde zwischen den Alpweiden. Die vielfältige Pflanzenwelt ist durch die moderne Bewirtschaftung gefährdet. Eine Besonderheit ist die noch auf einem Maad praktizierte Bewässerung nach Walliser Art auf dem Albrist.

## Tiere und Pflanzen

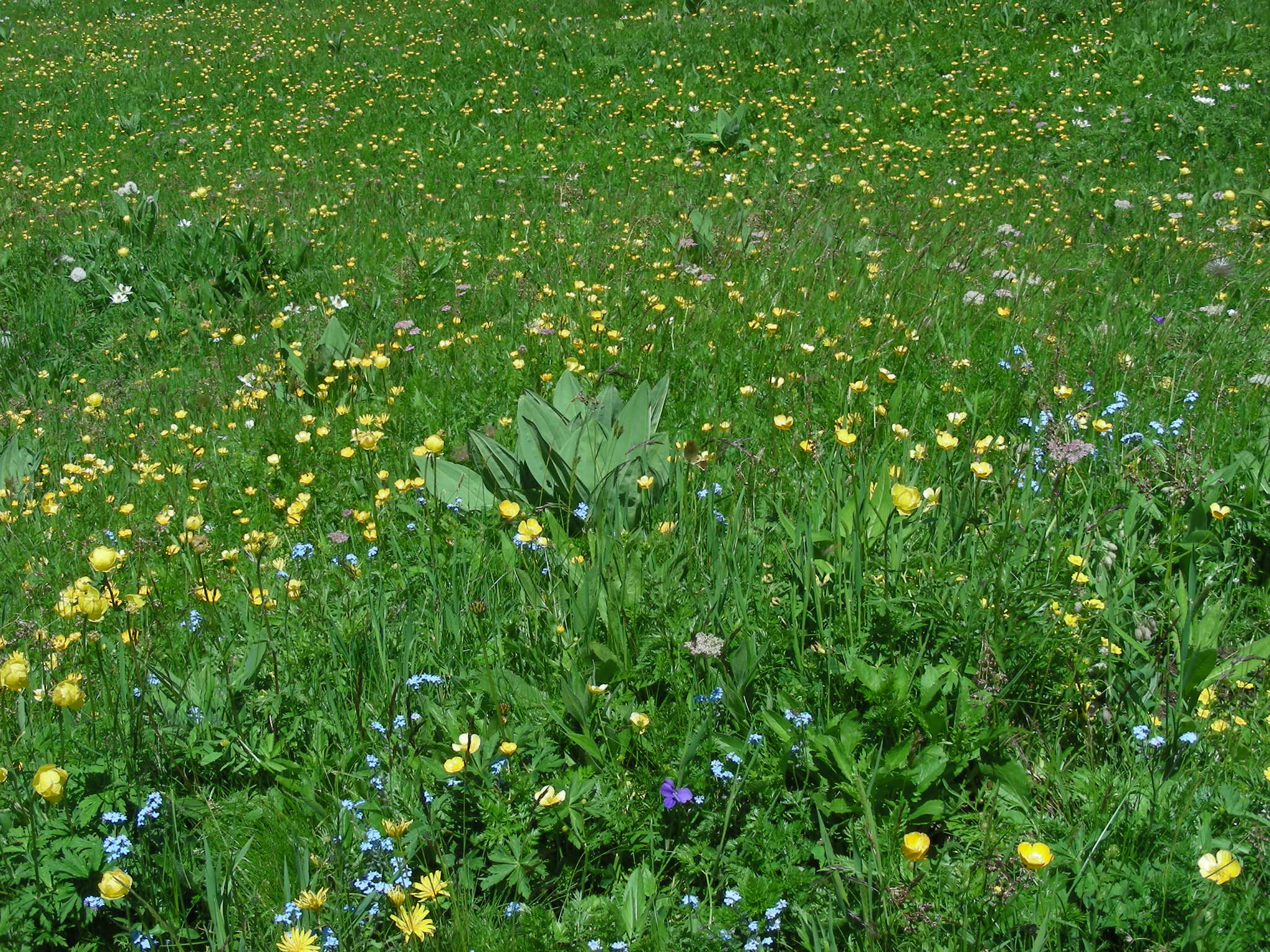
Blumenpracht im Färmeltal

Die an die Umwelt angepasste extensive Landwirtschaft hat eine vielfältige Tier- und Pflanzenwelt hervorgebracht. Von den Reptilien sind die Aspisviper und die Kreuzotter nachgewiesen.
Die Vogelwelt ist mit dem Alpenschneehuhn, Birkhuhn und Steinhuhn in den höheren Lagen vertreten. Bei den kleineren Vögeln sind die Alpenbraunelle und der Schneesperling zu erwähnen. Im Wald trommeln der Schwarzspecht und der Dreizehenspecht und ab und zu ruft der Waldkauz. Oben auf der Terrasse des Dachbodens können Alpendohlen und bei seltenen Gelegenheiten Steinadler beobachtet werden.
Im Gebiet des Bluttligs halten sich Gemsen auf und zum Leidwesen der ortsansässigen Jäger frequentieren auch Luchse die Gegend.
Die Pflanzenwelt der Alpen ist berühmt für ihre farbenprächtigen Frühlinge. Das Färmeltal macht hier keine Ausnahme. Enziane, Rostblättrige Alpenrose, Silberdistel, Türkenbund und der Gelbe Frauenschuh sind im Tal beheimatet. Die für die Weidetiere wertvollen Romeye, Muttnern und das Adelgras sind im kräuterreichen Weidebestand ebenfalls anzutreffen.

## Naturgefahren
Das Färmeltal ist eine Ausnahmeerscheinung in den Schweizer Alpen, weil das Tal ganzjährig bewohnt wird und in einer Gefahrenzone liegt. Die Bewohner müssen sich dabei Lawinen, Steinschlag und Wassermassen stellen.

### Lawinen

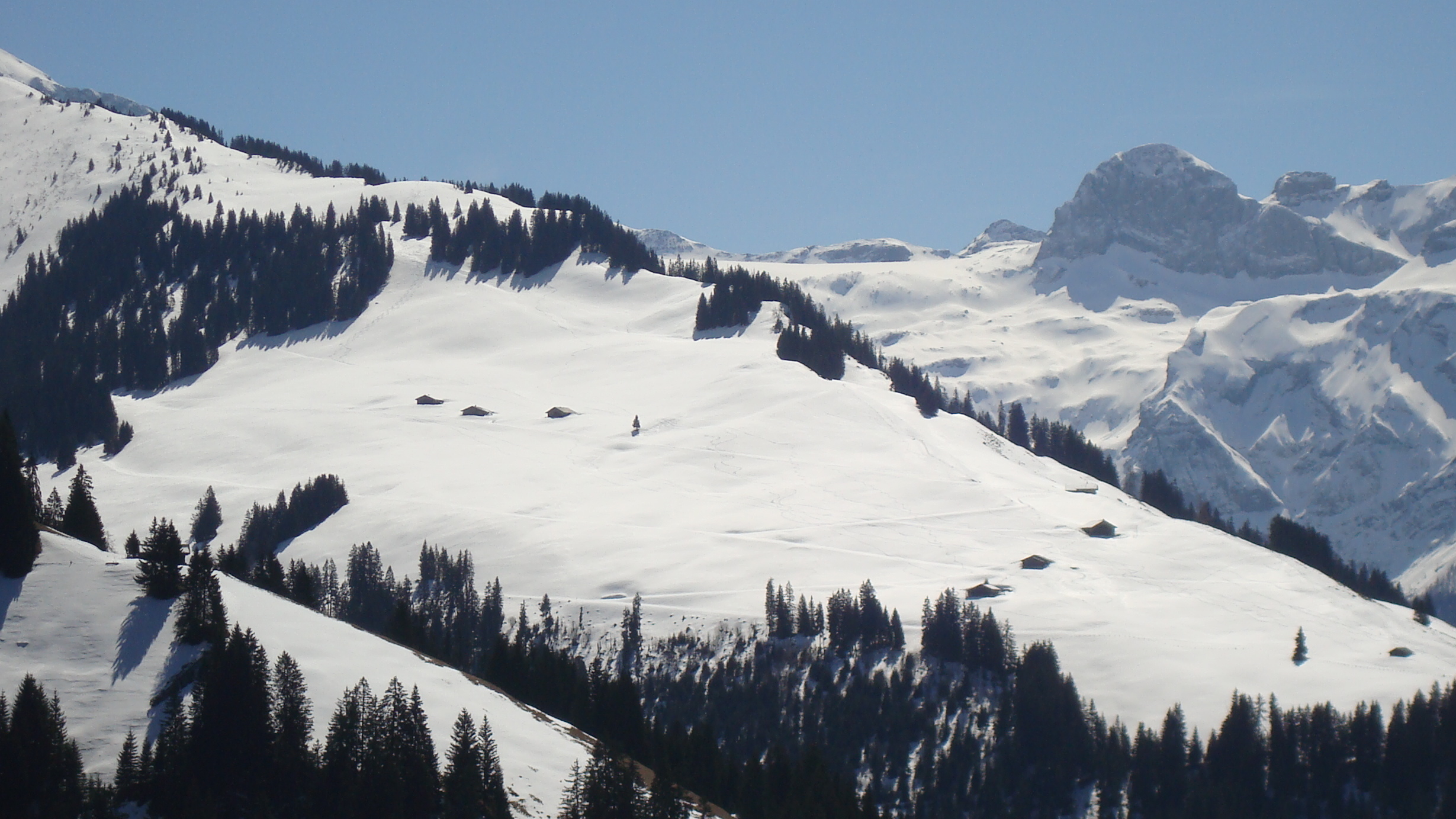
Blick vom Dachboden Richtung Südosten, im Vordergrund Weissenberg. Im Hintergrund Rohrbachstein und Glacier de la Plaine Morte

Die Bedeutung des Waldes als Schutz vor Lawinen ist seit dem 14. Jh. überliefert, durchgesetzt hat sie sich aber erst in neuerer Zeit. Bis Ende 19. Jh. war der Bergwald in einem traurigen Zustand. Er wurde als Weide für Ziegen und Schafe benutzt und gerodet. Noch 1924 machte der simmentalische Waldbestand 22,5 % aus, „was auf eine intensiv ausgeübte Weideausdehnung auf Kosten der Forstwirtschaft schliessen lässt.“ Die Obrigkeit versuchte erst spät, den Raubbau am Wald unter Kontrolle zu bringen und die lokalen Besitzer und die Bäuerten taten sich schwer mit den neuen Forstgesetzen. So waren die Gemeinden seit 1847 verpflichtet, einen Waldwirtschaftsplan und ein Waldnutzungsreglement zu erstellen. Die Umsetzung gestaltete sich aber als schwierig und zog sich hin. Im Brief des Forstdirektors an die Regierung im Obersimmental aus dem Jahr 1887
ist zu lesen:

„Die Bäuert ‚Fermel‘ in der Kirchgemeinde St. Stephan, Amts Obersimmenthal; ist bei uns mit der Anfrage eingekommen, ob sie verpflichtet sei, über ihre Waldungen einen Wirthschaftsplan aufzustellen. Sie glaubt, es sei dieses nicht der Fall, weil ihre Waldungen ‚nicht Corporations- sondern Privateigentum der jeweiligen Liegenschaftsbesitzer im Fermel seien.‘“

und fährt dann weiter:

„Bei fortgesetzter Renitenz müssten wir die bisherigen Nutzungen auf ein den Bestand der Schutzwaldungen unbedingt sicherndes Mass so lange reduzieren, bis durch den Wirthschaftsplan eine höhere Nutzungsberechtigung nachgewiesen ist.“

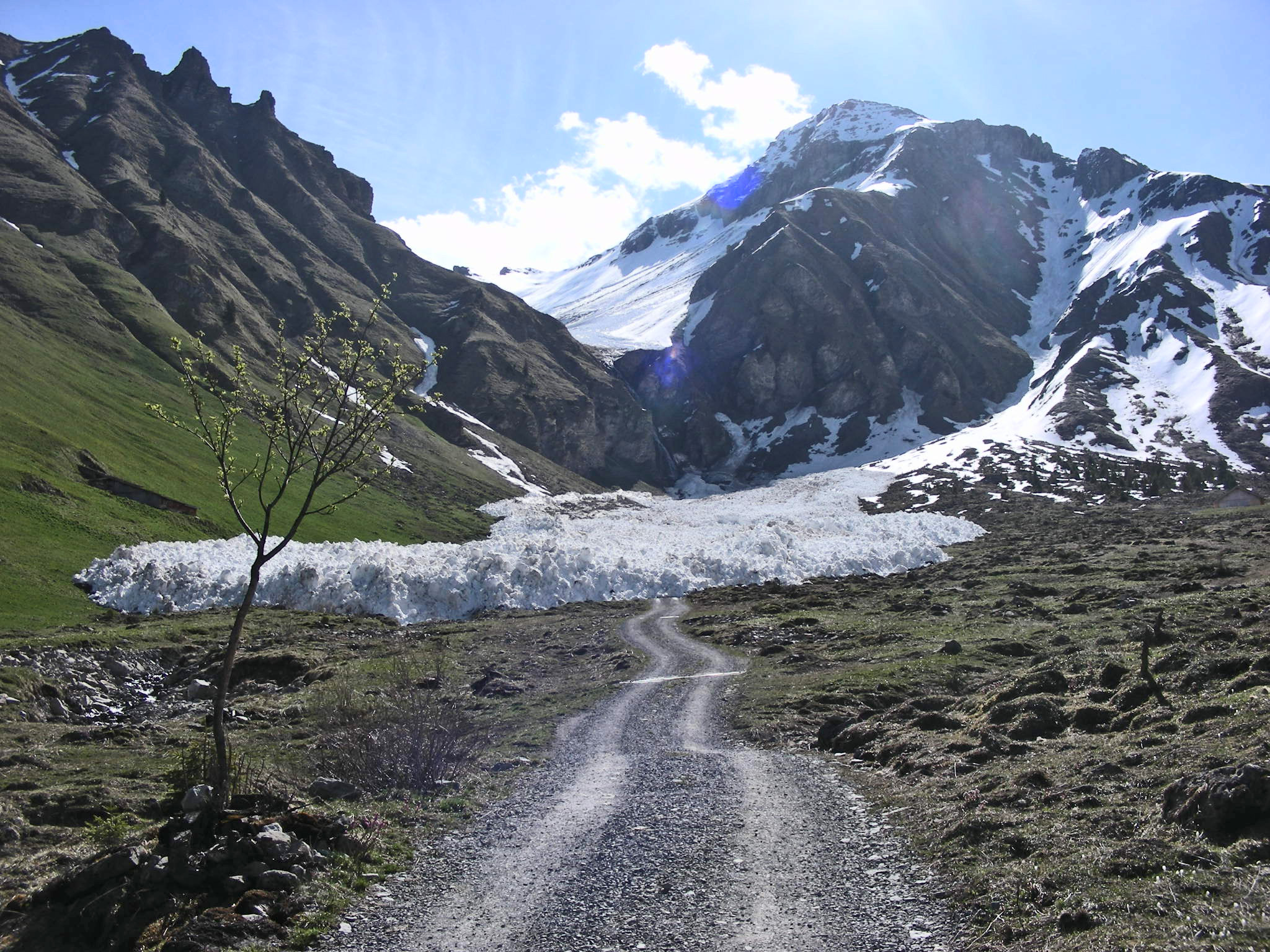
Rüggentallawine

Im folgenden Lawinenwinter 1887/1888 sind dann für die ganze Schweiz 675 Lawinen registriert worden. Eine davon, die Witilawine, ging am 25. April 1888 am Albristhubel nieder und „zerstörte fünf Hektaren Waldfläche und hinterliess einen ausgedehnten Lawinenkegel von 500–600 Meter Breite, 700–800 Meter Länge und 8 Meter Höhe. Der Fermelbach wurde dabei kurzzeitig gestaut.“

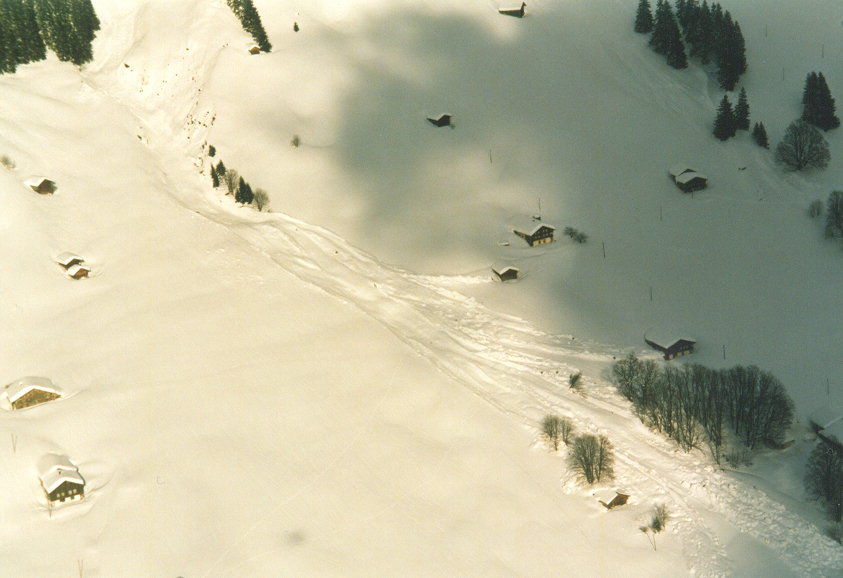
Grubenlawine

Der damalige Oberförster Christen schreibt zu diesem Ereignis:

„In diesem Jahrhundert trat sie (Die Witilawine) mit der gleichen Wucht auf [wie] in den Jahren 1809, 1839,1856, also alle 30 Jahre einmal. Zwar gab es seit 1856 alle Jahre Lawinen, aber nur lokalisiert, während der letzte Lawinenfall vom 25. April 1888 folgende Flächen kahlstellte: Weite 21 ha, Hänggisgraben 4 ha, Steinleren 16 ha, total 41 ha.“

Er empfiehlt Lawinen-Verbauungen und Aufforstung am Albristhubel.
Seit 1944 sind beim WSL-Institut für Schnee- und Lawinenforschung SLF 29 Lawinen für das Färmeltal registriert worden, bei denen drei Menschen gestorben und sechs verletzt wurden. Zehn Lawinen allein sind rund um den Albristhubel ins Tal hinuntergestürzt. In diesem Gebiet sind Lawinen so selbstverständlich, dass sie ihre eigenen Namen von den Einheimischen erhalten haben: „Ahorni-“, „Wang-“ oder „Wyti-“ Lawine. Im Gebiet von Albristhorn, Luegle und Gsür sind 12 Lawinen registriert. Im Winter wird die Gegend mit seiner Weitsicht gern von Skitourenfahrern besucht und birgt dabei Gefahren.
Die Niedergänge am Bluttlig oder am Heuw-Eggli sind selten und unberechenbar. Dabei werden Strom-, Telefon- und Strassen-Verbindungen in Mitleidenschaft gezogen. Es ist der Wald, der bei diesen Lawinen einen grossen Teil der zerstörerischen Kraft auffängt und die Häuser mit ihren Bewohnern vor dem Schlimmsten bewahrt hat.

### Steinschlag
Berichte von herabfallenden Steinen, denen Menschen zum Opfer gefallen sind, werden seit dem 18. Jh. überliefert. Aus dem Jahr 1723 wird berichtet, dass am 26. Juli 1723 der 16-jährige Peter Bringold in St. Stephan begraben worden ist. „Hatt in den Fermel-Flühen die Schaff gehütet, ist aber den 24. Juli tod gefunden worden, und elend und entsetzlich zugerichtet, man meint, er sey von einem herabrollenden Stein getroffen und gestürzt worden, war ein Knab von guter Hoffnung.“ Weitere Ereignisse werden aus den Jahren 1743 und 1806 berichtet. Der letzte Bericht stammt aus dem Jahr 1946. Da löste sich ein grosser Stein bei der Roten Fluh, stürzte ins Tal und beschädigte ein Haus.

### Wasser

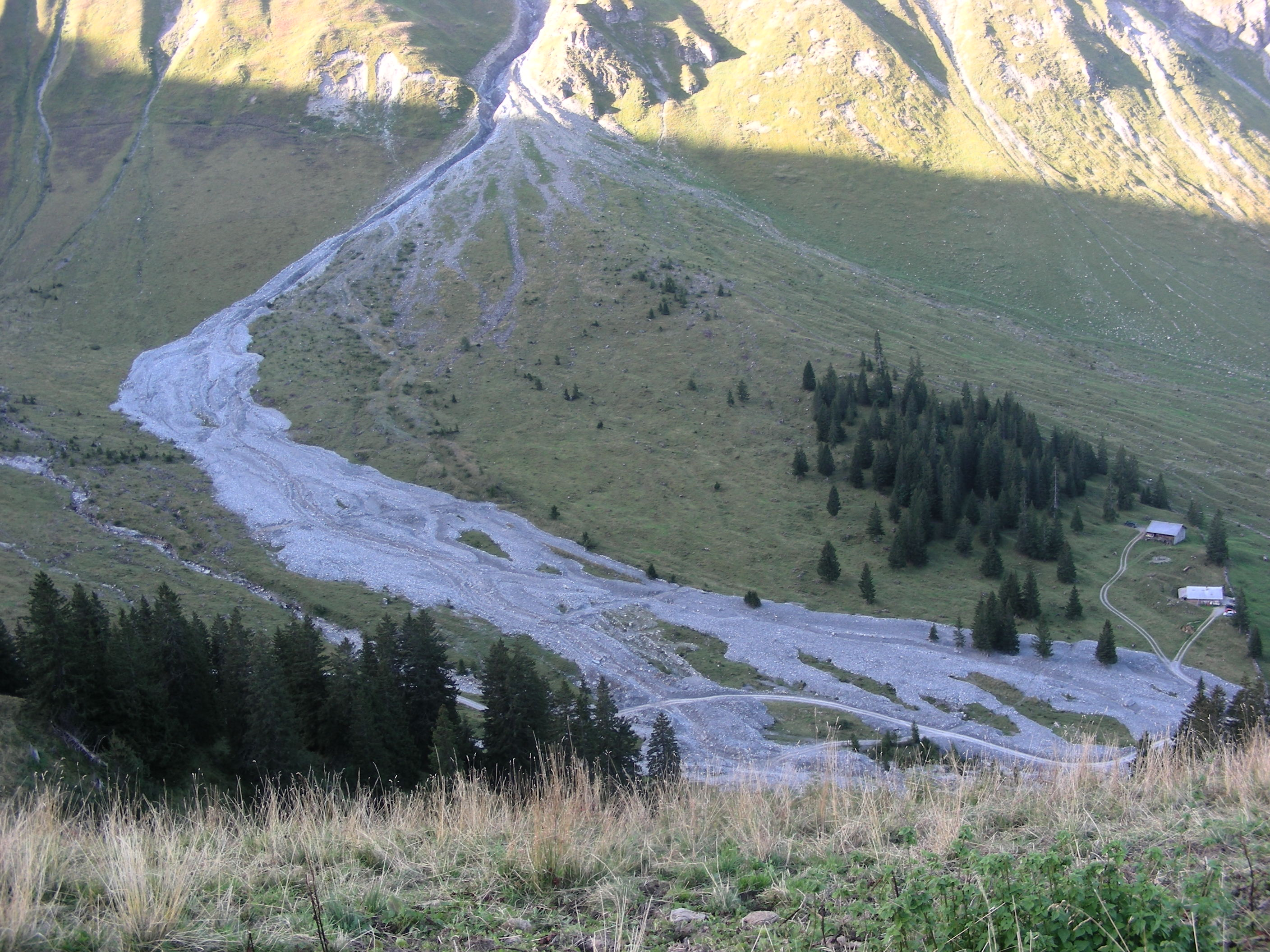
Unwetter im Färmeltal

Die Bäche können bei grossen Niederschlägen explosionsartig über die Ufer treten, reissen Holz und Geröll mit sich und werden zu einer Gefahr.

„Nach dem schweren Hagelsturm vom 25. Juli 2015 lösten sich gewaltige Schuttmassen von der Flanke des Albristhorns und tosten durch den Birregraben herab, gruben eine tiefe Rinne in den Schuttkegel und übertrugen grosse Teile des Fermelbergs mit einer meterhohen Geröllschicht. Riesige Steine schwammen in dem Geröllbrei bis zur Bergmauer. Die Strasse war vom Muri und vom Grod her unerreichbar. Drei Personen wurden mit dem Helikopter in Sicherheit gebracht. Steine und Geröll bedeckten das Ufergelände bis in die Grube hinab. Das Dorf Matten wurde dank des neuen Griensammlers von Schaden verschont.“

### Reaktionen
Das Färmeltal hat eine lange Geschichte mit Naturgefahren und die Bewohner haben sich ein Verhalten angeeignet, damit umzugehen. Zum Beispiel ist auf Karten mit eingezeichneten Gebäuden und Schutzwald die Korrelation der beiden gut zu sehen. Der für Lawinen anfällige Ostteil des Tales ist nicht bebaut und bis zur Baumgrenze mit Schutzwald bedeckt. Auf der westlichen Talseite sind die Häuser unter dem Schutzwald angeordnet. Im Waldplan 2006–2020 für die Region wird festgehalten, dass „der hohe Anteil an Nadelholz einerseits auf die Standortsbedingungen, andererseits auch auf die Bewirtschaftung zurückzuführen ist. Die Bestrebungen gehen heute dahin, den Laubholzanteil zu erhöhen, um die Stabilität der Bestände und ihre Widerstandskraft gegen Borkenkäferangriffe zu erhöhen.“
Viele Häuser sind gegen den Hang mit Schutzmauern ausgestattet, einzelne Gebäude mit nur einem Dachschild sind so tief in den Hang gebaut, dass Lawinen über sie hinwegbrausen können. In renovierten Wohnhäusern befinden sich solide Keller und im ehemaligen Schulhaus bietet ein Zivilschutzraum bei höchster Gefahr Sicherheit für die ganze Bevölkerung.
Die Gemeinde St. Stephan und die Bäuert Färmel haben im Winter 2015/2016 ein umfassendes Konzept zum Schutz der Bevölkerung umgesetzt, in dem festgelegt ist, wie die Verantwortlichen bei Lawinengefahr handeln sollen.
Es sind schon Stimmen mit der Forderung laut geworden, die Talgemeinschaft aufzulösen. So ist in der Gratiszeitung 20 Minuten nachzulesen: „Das Färmeltal im Oberland liegt im höchsten Lawinen-Gefahrenbereich. Um ihre Existenz fürchten die Bewohner aber nicht wegen der Naturgewalt, sondern wegen der Baugesetze.“ Baugesetze könnten verhindern, dass durch Naturkatastrophen zerstörte Gebäude wieder aufgebaut werden könnten oder dass Häuser ausgebaut würden. Ein Gemeindevertreter spricht von einer „Lex Färmel“, die eine Ausnahmeregelung für das Tal finden soll. Auf die Gefahren angesprochen, nehmen es die Bergbewohner gelassen: „Mit gewissen Gefahren muss der Mensch einfach leben – ob in den Bergen oder in der Stadt.“